# クリスチャンサン
クリスチャンサン （Kristiansand [ˈkrɪstjɑnˈsɑn] ( 音声ファイル) ）は、ノルウェー・アグデル県の都市。またアグデル県（2020年1月1日以降）、ヴェスト・アグデル県（1919年1月1日 - 2020年1月1日）の県都。名称は創設者のデンマーク王クリスチャン4世にちなむ。
1838年に市となった。1965年にオッデーネスとランドサン、Tveitと合併した。2020年1月1日にSongdalen、ソグネ（Søgne）と合併した。人口は約11.3万人（2021年1月1日推計）で県内では1番目、国内でも6番目に多い。

## 概要
クリスチャンサンは1641年にデンマーク王クリスチャン4世によってつくられた。最初は商業都市として、戦略上の要地であることと、地域の経済基地としての強化、また人口を増やすことによる地域の防御という目的が期待されていた。クリスチャンサン中心部はKvadraturen と呼ばれる碁盤の目状の道路をしている。
クリスチャンサン動物園は市東部にあり、多くの種類の動物を飼育しており、大半が自然な状態で飼われている。オオカミ、トラ、ヤマネコがいる。地域は、動物園とレクリエーション用公園とが驚くべき調和で配当されている。 
毎年7月、クリスチャンサンではクアルト祭というノルウェー最大規模の音楽祭が催される。

## 交通と産業
クリスチャンサンは、空と海の便でヨーロッパ各国とつながっている。
クリスチャンサン空港は市東部から12キロメートルの場所にあり、ヨーロッパ及びノルウェー各都市をつなぐ。市中心部から、デンマークの町をつなぐフェリーが往復する。バス・電車でもノルウェー各都市とつながっている。 
クリスチャンサンは、北海油田産業支援の、主要造船所と修理所を持つ。
クリスチャンサンとアグデル地方は、ノルウェーのその他の地方に比べ夏の日照数が多い。南南東の風のせいで相当の積雪が冬に記録されるが、長く雪が残るのはまれである。

## 教育
- アグデル大学 - 学生数8,000名の総合大学。

ノルウェーでも高学歴者の多い土地柄である。

## 著名な出身者
- メッテ＝マリット：ノルウェー王太子妃
- アンドレアス・トルキルドセン：男子やり投オリンピック金メダリスト

## 外部リンク

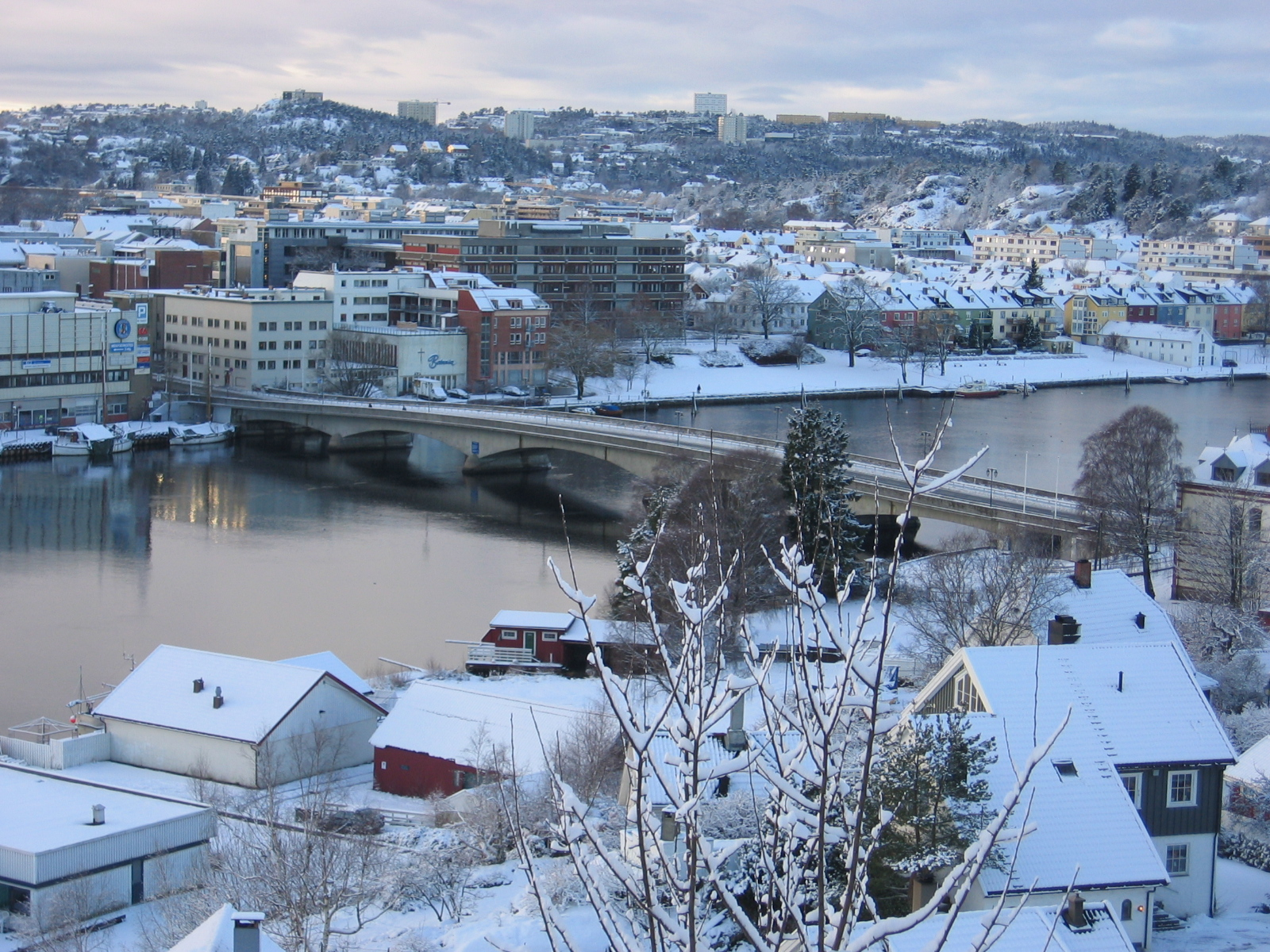
クリスチャンサンを流れるオトラ川